# ГЕС Боалі II
ГЕС Боалі II — гідроелектростанція в Центральноафриканській Республіці, за 70 км на північний захід від столиці країни Бангі. Розташована перед ГЕС Боалі I, становить верхній ступінь каскаду на річці М'Балі (М'Барі, права притока Убангі, яка в свою чергу є правою притокою Конго).
У межах проекту в річці спорудили гравітаційну греблю, яка відводить ресурс до прокладеного по правобережжю дериваційного каналу довжиною 1,2 км. По завершенні він переходить у напірний водовід до машинного залу довжиною 400 метрів та діаметром 2,2 метра. Сам зал обладнали двома турбінами типу Френсіс потужністю по 4,95 МВт, які працюють при напорі у 64 метри. Можливо відзначити, що дериваційний канал розрахований на живлення чотирьох таких гідроагрегатів, проте станом на середину 2010-х років нестабільна безпекова ситуація в країні перешкоджає реалізації проекту розширення ГЕС.
Оскільки в сухий сезон річка не забезпечувала достатнього мінімального потоку для роботи станції з номінальною потужністю, у 1988—1991 роках вище за течією спорудили греблю Боалі ІІІ (щодо неї також існують наразі нереалізовані плани обладнання турбінами загальною потужністю 10 МВт). Ця гравітаційна споруда висотою 30 метрів та довжиною 780 метрів має центральну бетонну частину та дві бічні земляні ділянки. Вона утворила витягнуте на 30 км по долині річки водосховище з об'ємом 250 млн м3.
Видача продукції відбувається по ЛЕП, розрахованій на роботу під напругою 110 кВ, яка втім використовується на напрузі 63 кВ.